# Mark Malloch-Brown

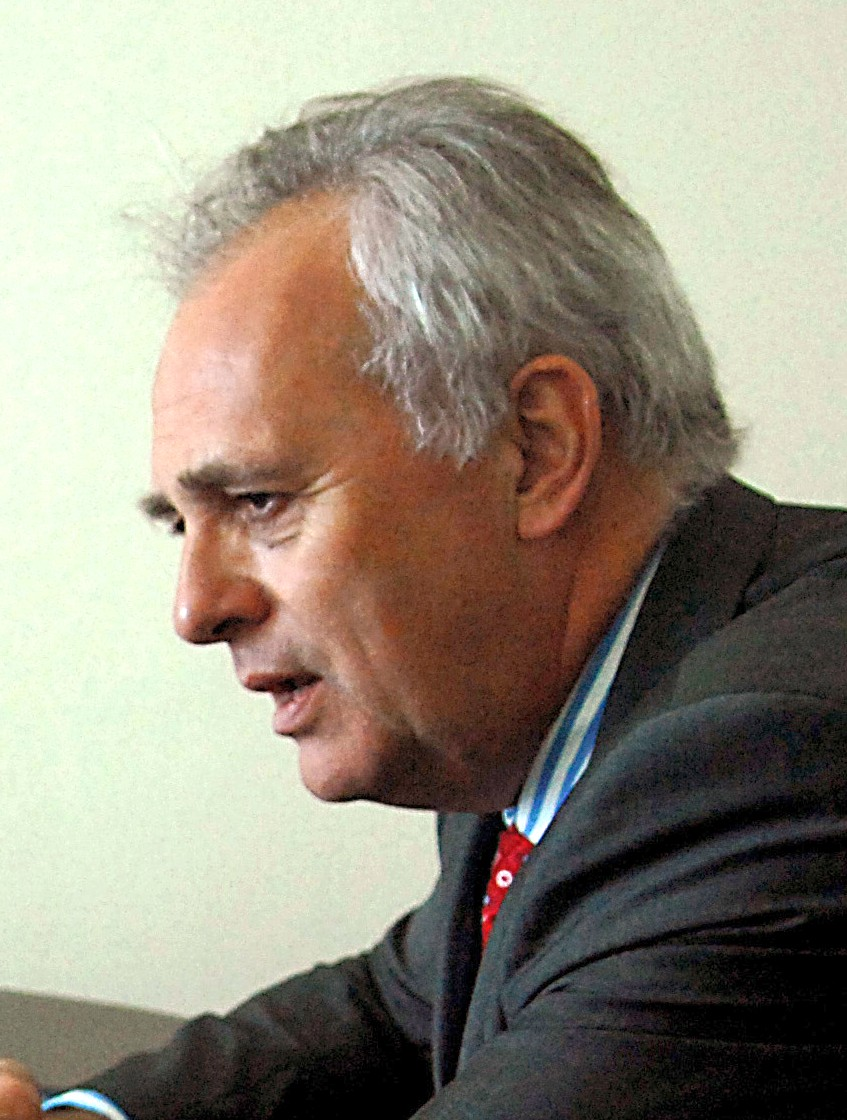
Mark Malloch-Brown

Mark Malloch-Brown (ur. 16 września 1953) – brytyjski polityk Partii Pracy. W rządzie Gordona Browna pełni funkcję wiceszefa Foreign and Commonwealth Office ds. Azji.